# Nierówność Hirzebrucha
Nierówność Hirzebrucha – nierówność odkryta przez Hirzebrucha.
Niech {\displaystyle \mathbb {P} ^{2}(\mathbb {C} )} będzie zespoloną płaszczyzną rzutową. Niech {\displaystyle {\mathfrak {L}}} będzie konfiguracją {\displaystyle d} prostych rzutowych płaszczyzny rzutowej {\displaystyle \mathbb {P} ^{2}(\mathbb {C} ).} Niech {\displaystyle {\textrm {mult}}_{\mathfrak {L}}({\mathcal {P}})} oznacza krotność punktu, czyli liczbę prostych konfiguracji {\displaystyle {\mathfrak {L}}} incydentnych z danym punktem {\displaystyle {\mathcal {P}}.} Niech {\displaystyle t_{k}:=\#\{P_{i}:{\textrm {mult}}_{\mathfrak {L}}(P_{i})=k\}.} Jeśli konfiguracja {\displaystyle {\mathfrak {L}}} nie jest pękiem {\displaystyle (t_{d}=0)} ani quasi-pękiem {\displaystyle (t_{d-1}=0),} to prawdziwa jest nierówność, zwana nierównością Hirzebrucha:
{\displaystyle t_{2}+{\frac {3}{4}}t_{3}\geqslant d+\sum _{k\geqslant 5}(k-4)t_{k}}.